# Tabanus subrecusans
Tabanus subrecusans är en tvåvingeart som beskrevs av M. Josephine Mackerras 1964. Tabanus subrecusans ingår i släktet Tabanus och familjen bromsar. Inga underarter finns listade i Catalogue of Life.